# Massorah

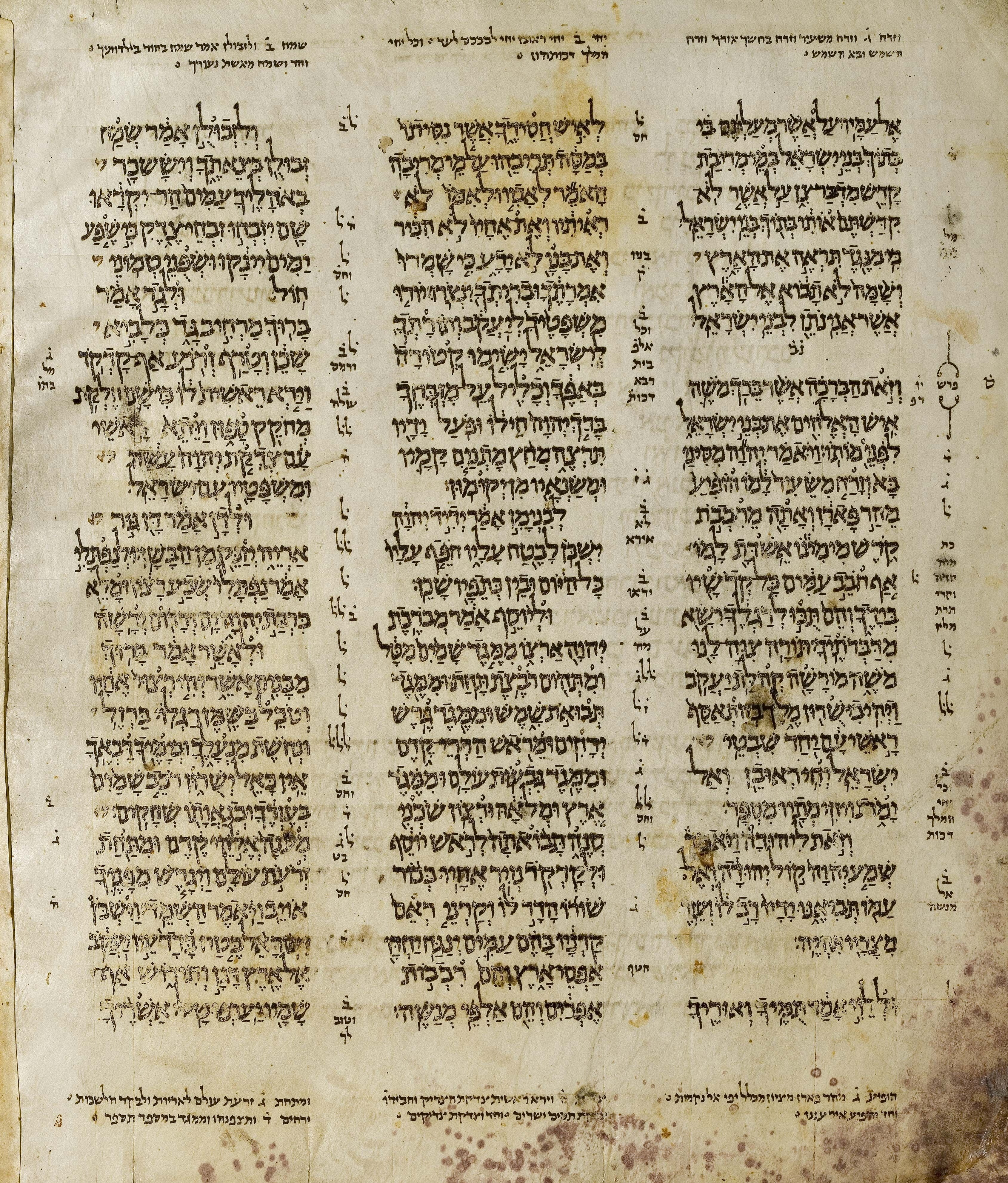
Un feuillet du codex d'Alep, comprenant de nombreuses notes massorétiques marginales.

La Massore ou Massorah (hébreu : מסורה, chaîne ou tradition) est un procédé technique, consistant en un système de signes et de notes critiques dans et sur le texte biblique, visant à son écriture exacte, non seulement pour préserver l'orthographe des mots, mais aussi, grâce à sa vocalisation et son accentuation, pour sa lecture publique que pour son étude privée. La version du texte ainsi produite et reconnue comme faisant autorité au sein du judaïsme est appelée le texte massorétique. Elle est également largement utilisée comme base de la traduction de l'Ancien Testament des Bibles protestantes et, plus récemment, catholiques.
La massore est le produit d'un travail de fixation du texte ayant été initié probablement avant la période macchabéenne, par des sages juifs, les Soferim, principalement évoqués dans le Talmud. Ce travail aurait pu commencer avec Esdras. Elle est ensuite transmise dans ses moindres détails par d'autres sages, les Massorètes, dont les différentes écoles, possédant chacune son système d'annotation particulier et sa version « standard » particulière du texte, ont œuvré entre le VIIe siècle et le Xe siècle apr. J.-C.  Après la « canonisation » du texte selon l'école de Ben Asher, les différentes versions sont compilées et critiquées, menant à l'aboutissement du processus aux alentours de 1425.
Le texte massorétique est traditionnellement considéré comme une réplique la plus proche de la Bible hébraïque originelle. Cependant, il comporte des différences, dont certaines significatives, avec d'autres versions  comme la Bible samaritaine,  et les manuscrits de Qumrân, ou des traductions anciennes de la Bible comme la Septante, lesquelles versions peuvent posséder entre elles des similitudes à des endroits où elles divergent du texte massorétique ; cela a conduit certains milieux académiques à considérer le texte massorétique comme une variante parmi d'autres, imposée comme norme à partir de la destruction du Second Temple de Jérusalem en 70.
Les plus vieux manuscrits connus contenant des extraits substantiels du texte massorétique remontent approximativement au IXe siècle apr. J-C, et le Codex d'Alep (peut-être la toute première copie complète du texte massorétique dans un manuscrit) date du Xe siècle apr. J-C.

## Étymologie du terme
L'emploi du terme « massorah » (מסורה) est tiré du Livre d'Ezéchiel 20:37, où il a le sens de « liens ». La fixation du texte était considérée comme étant de même nature que le fait d'indiquer un lien lors de la mise en texte. Quand, avec le temps, la massore est devenue une discipline traditionnelle, le terme a été relié au verbe « transmettre » et a reçu le sens de « tradition ».

## Langage et formes de la massore

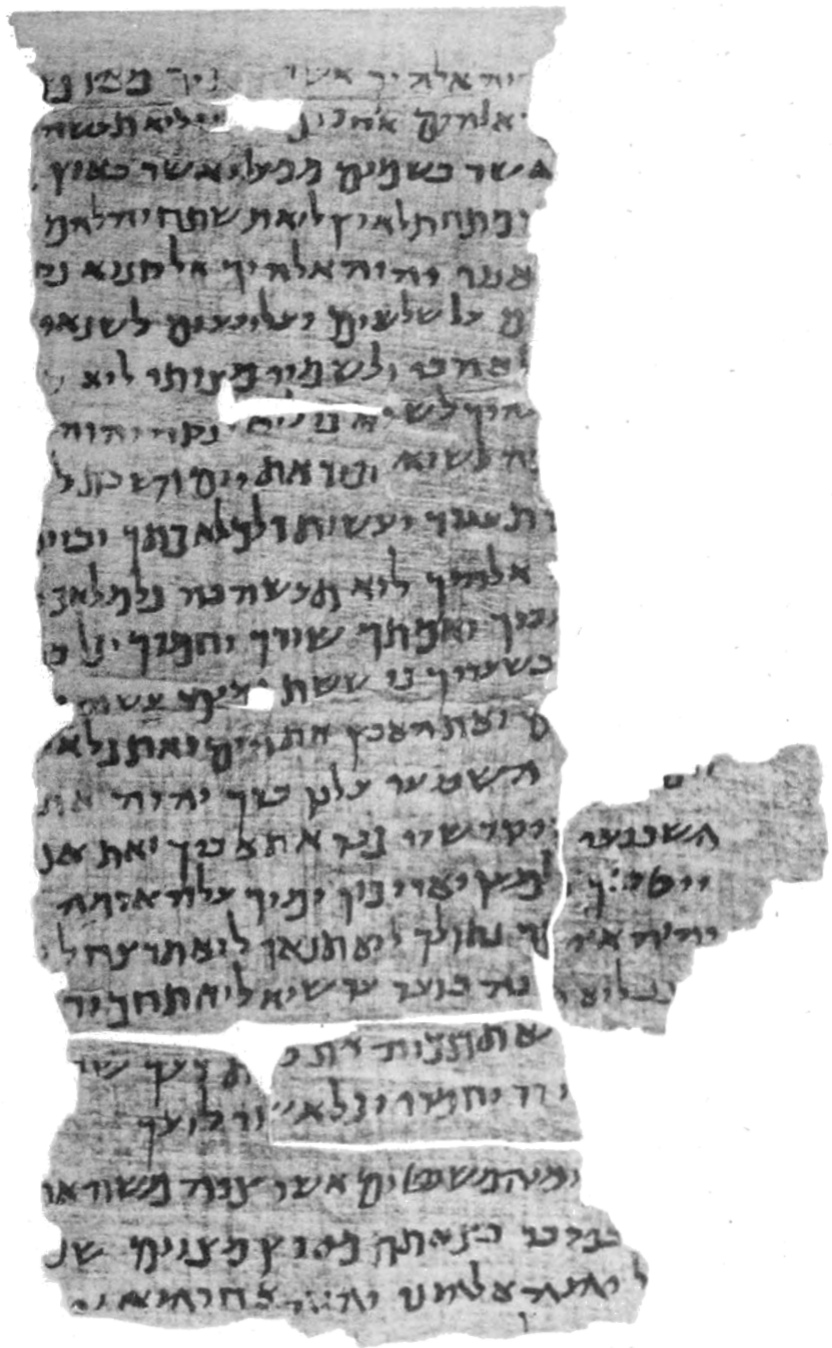
Le papyrus de Nash (IIe siècle av. l'ère commune) contient une portion du texte pré-massorétique, en particulier le Shema Israël et les Dix Commandements.

Le langage des notes massorétiques est composé d'hébreu et de judéo-araméen. Chronologiquement parlant, l'araméen est placé entre deux périodes de l'hébreu, la plus ancienne étant pré-amoraïque (antérieur au IIIe siècle apr. J-C), la seconde étant typique de la période arabe (vers 800 apr. J-C), et comportant des termes comme « lettre, » « section, » « verset, » « plein, » « défectif, » « ponctuer, » « Miqra, » etc. Les éléments araméens peuvent donc être datés approximativement entre 200 et 800 apr. J-C.
Les notes massorétiques sont trouvées sous diverses formes :
- elles peuvent, rarement, faire l'objet d'ouvrages séparés, par exemple le Oklah Ve-Oklah ;
- elles se trouvent plus fréquemment en marges du texte ou, dans certains cas, entre les lignes du texte.
  - parmi ces notes marginales, les notes massorétiques entourant le premier mot de chaque Livre de la Bible, sont appelées massore initiale ;
  - les notes sur les marges latérales ou entre les colonnes sont appelées massora parva (« petite massore ») ou massore" interne ; la massora parva contient :
    - des notes relatives à l'écriture pleine ou défective d'un mot, c'est-à-dire la présence ou l'absence de matres lectionis dans celui-ci (souccot, par exemple, peut s'écrire סוכות, qui est la forme pleine ou סכות, la forme défective)
    - à des lettres écrites d'une manière particulière (plus grandes ou plus petites que le corps du texte, inversées, brisées, etc.).
    - à des mots dont la prononciation lors d'une lecture publique diffère de ce qui est écrit, et réciproquement ; ces notes sont respectivement appelées qeré et ketiv

  - les notes des marges supérieures et inférieures constituent la massore externe ou massora magna (« grande massore »), dont les notes sont plus longues. La massora magna n'est pas imprimée dans la BHS.
Le terme est parfois appliqué aux notes arrangées par ordre lexical en fin des ouvrages imprimés ; on les appelle cependant plus souvent massore finale ou, dans la littérature rabbinique, concordance de la Massore. La massore finale comprend toutes les rubriques plus longues pour lesquelles l'espace des marges serait insuffisant ; sa taille est donc inversement proportionnelle à l'espace alloué aux marges des feuilles. Dans les manuscrits, elle varie également en fonction des ornementations données par le copiste à ses notes, et au prix qu'il était payé pour produire ses notes.

## Histoire de la Massore
L'histoire de la Massore peut être divisée en trois périodes :
1. une période de création, depuis ses débuts jusqu'à l'introduction des signes de vocalisation. On trouve des allusions à cette période dispersées dans le Talmud et le Midrash, ainsi que dans deux traités mineurs (traités post-mishnaïques, non développés mais néanmoins conservés dans le Talmud), Massekhet Sefer Torah et Massekhet Soferim ; le Diḳdouḳe HaṬe'amim (§ 69) de Ben Asher fait également mention d'une chaine de tradition de la Massore ;
2. une période de reproduction, depuis l'introduction de ces signes jusqu'à l'impression de la Massore, en (1525 apr. J-C) ;
3. une période de critique textuelle en utilisant la massore, de 1525 à nos jours.

### Fixation du texte massorétique

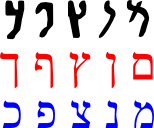
Les cinq lettres en hébreu et en araméen, dont la forme finale (en rouge) est sans équivalent dans l'alphabet paléo-hébraïque.

Le texte hébreu ancien était écrit en continu, sans voyelles, espace entre les mots, ponctuation ni autre interruption. Les premiers Massorètes eurent pour tâche :
- la division en mots, phrases, sections (grandes ou petites), paragraphes, versets et clauses (probablement dans l'ordre chronologique énuméré ci-avant) ;
- la fixation de l'orthographe, de la prononciation et de la cantillation ;
- l'introduction ou l'adoption définitive du ktav ashouri (l'écriture hébraïque carrée), dont quelques lettres contiennent, contrairement au ktav ivri (l'alphabet paléo-hébraïque), une variante contextuelle en fin de mot pour cinq lettres (mem, noun, tsade, pe, kaf)[6] ;
- l'indexation des lettres, mots, versets, etc. avec indication de leur fréquence dans le texte[réf. nécessaire]

Les Soferim introduisirent en outre certains changements textuels pour prémunir du blasphème et apparentés, appelés les Tiḳḳoune Soferim (amendements des scribes). De même, la notation en marges indiquant la substitution de certains mots par d'autres lors des lectures publiques, et réciproquement, est parfois considérée comme une prévenance des Soferim à l'égard du texte, dont ils ne se seraient pas permis de modifier la moindre lettre, mais nécessitant un « commentaire » ou une correction pour des raisons esthétiques, grammaticales, théologiques, etc.
Comme aucune addition au texte officiel de la Bible n'aurait été permise, les Massorètes ont dû adopter d'autres expédients, comme marquer les diverses divisions par divers espacements, les parashiot. Ils ont aussi donné des indications donnant matière à un enseignement halakhique (déduction d'une loi) ou aggadique (déduction d'une parabole) avec l'épellation pleine ou défective des mots, la forme particulière de lettres (plus grandes, plus petites, brisées, inversées, etc.), des points et d'autres signes.
Les notes marginales ne furent permises que dans les copies privées. La première mention de telles notes est trouvé dans le cas de Rabbi Meïr. Le texte traditionnellement fixé était appelé, particulièrement par rapport à son orthographe, Massoret ; la prononciation traditionnelle, Miqra (littéralement, « lecture ») ; la division en clauses et versets, nécessaire à la bonne récitation ou cantillation, pissouq te'amim ou hekhra.
Il est difficile de déterminer quelle massore possède la plus grande ancienneté. Il est d'une part connu que les notes marginales étaient en usage au début du IIe siècle ; cependant, il y a toutes les raisons de penser que les baraïtot massorétiques (traditions exégétiques se fondant sur les notes massorétiques, qui n'ont pas été incluses dans la Mishna mais dont certaines se retrouvent dans la Guemara) n'ont pu se développer que beaucoup plus tard.
De plusieurs textes et auteurs juifs de l'époque antique, on peut conclure que le texte massorétique avait été fixé ou était considéré comme tel, dès le IIe siècle av. J.-C., voire un siècle plus tôt, et qu'il était perçu comme l'exacte transcription du Textus Receptus :
- selon le Talmud, le rouleau de la Torah originel était exposé dans la cour du Temple à disposition des copistes ; parmi les dignitaires du Temple se trouvaient en outre des correcteurs payés des textes bibliques[8] ;
- une telle copie est mentionnée dans la Lettre d'Aristée[9] ;
- Philon d'Alexandrie[10] et Flavius Josèphe[11] affirment que le texte de la Torah n'a jamais été altéré.

Toutefois, une autre tradition orale, peut-être antérieure à la première, rapporte que trois Livres furent trouvés dans la cour du Temple, et que chacun possédait des variations par rapport à l'autre; l'on choisit de suivre pour ces passages controversés la version de deux rouleaux sur trois.

### La période rabbinique
En supposant cependant le texte fixé à l'époque du Second Temple, il fallut tout de même des siècles pour atteindre une certaine uniformité parmi les copies en circulation. Le texte standard, s'il a existé, se trouvait à Jérusalem, et n'était d'usage que pour ceux qui pouvaient s'y rendre, ce qui n'était le cas que d'une minorité de Juifs, les autres vivant en diaspora. Les fautes de copiste semblent avoir été si fréquentes, que les Sages du IIe siècle apr. J-C ont jugé nécessaire de mettre en garde contre les mauvaises copies.
Le nombre de copies du texte originel (supposé) se réduisit drastiquement lors de la destruction de Jérusalem en 70 apr. J-C, ce qui renforça la nécessité d'une préservation du texte. Dans cette période bousculée pour le judaïsme, la divergence entre les tenants d'un judaïsme véridique et les "hérétiques" (terme visant alors plus particulièrement les nazoréens adeptes de Jésus de Nazareth) s’accélère au tournant du Ier siècle ; cette concrétisation se fit notamment par la reformulation de la Birkat haMinim. Apparaissent alors également, au siècle suivant, de nouvelles traductions grecques écrites par Aquila et Théodotion ; le texte massorétique est plus proche de ces nouvelles traductions, qu'elles-mêmes le sont de la Septante.
Une emphase mise sur des détails lexicaux, dont l'épellation des noms, sert déjà de base à l'argumentation chez les Pharisiens, en particulier chez Rabbi Akiva, qui affirme que « la Massore est une haie à la Torah. » Le concept d'un texte parfait, sanctifié jusque dans ses bases consonantiques, se répand dans les communautés juives, à grand renfort de sentences dans la littérature légale, les récits légendaires, et la pensée juive ; ces mesures de plus en plus strictes aboutissent à la déclaration de Moïse Maïmonide, au XIIIe siècle apr. J-C, qu'une déviation fût-ce d'une seule lettre suffit à rendre un rouleau de Torah invalide.
C'est à une date inconnue, mais en se basant sur du matériel tannaïtique, qu'est rédigé le traité Soferim, par un auteur vivant en terre d'Israël. Inclus dans les traités mineurs, il résume les halakhot (règles) auxquelles un scribe doit se conformer dans l'exercice de sa fonction :
- Les cinq premiers chapitres sont une reproduction légèrement amplifiée du traité Sefer Torah, plus ancien, concernant les règles à observer par les scribes pour la préparation et l'écriture de rouleaux de la Torah et des autres Écritures.
- Les chapitres 6 à 9 sont purement massorétique.
- la troisième partie, commençant au chapitre 10, traite de questions rituelles.

Si l'ouvrage pourrait n'être pas plus ancien que le début du IXe siècle apr. J-C, ses portions massorétiques sont plus anciennes, de deux ou trois siècles. Une comparaison entre ce traité et le matériel massorétique se trouvant dans la littérature talmudique montre un élargissement systématique des listes de notes marginales. Une comparaison critique a été instituée entre passages parallèles dans les Écritures. Pour la première fois, des règles sont données en ce qui concerne les formes inhabituelles de certaines lettres et mots, dont le Talmud a pris note. La forme stichtométrique dans laquelle les poèmes bibliques doivent être arrangés est décrit avec davantage de détails qu'elle ne l'a été dans le Talmud. Il est également écrit que dans les copies personnelles, les débuts des versets étaient marqués. Certaines lecture dans le chapitre 13:1 mentionne aussi des accents ; cependant, ces lectures sont douteuses, au vu de la vocalisation.

### L'âge du texte massorètique
Le texte massorétique actuel acquiert finalement sa prédominance grâce à la réputation des Massorètes, réunis en écoles de scribes et docteurs de la Bible ayant œuvré entre le VIIe siècle et le XIe siècle apr. J-C, établies principalement à Tibériade, mais aussi à Jérusalem et en Babylonie. Ces écoles développent un tel prestige quant à l'exactitude et le taux d'erreur minimal de leurs copies, que leurs textes sont établis en autorité sur les autres.
Ce sont également les Massorètes qui inventent, élaborent et finalisent le système de signes graphiques qui indiquent la prononciation traditionnelle, la construction syntactique, et la cantillation du texte biblique.

#### Différences entre les massorètes de la Babylonie et ceux la Terre d'Israël, et entre les différentes écoles
Dans la chaîne de tradition citée par Ben Asher, le premier nom connu est celui d'un certain Nakkaï, qui aurait émigré lors des persécutions de Tinneius Rufus (s'étant produites aux environs de l'année 140 apr. J-C) de la terre d'Israël en Babylonie, et aurait divulgué la connaissance massorétique dans la ville de Nehardea. La tradition, contenant huit noms, daterait de 340 apr. J-C.
Des différences entre les écoles sont notées dès le IIIe siècle apr. J-C.
D'autres divergences, probablement accentuées avec l'introduction de signes graphiques pour la  cantillation, se font jour avec le temps, non seulement régionales mais locales : en Babylonie, l'école de Soura suivant la tradition de son école, a un codex standard incarnant sa lecture, différente de celle de Nehardea ; des différences similaires existent en terre d'Israël, entre l'école de Jérusalem et celle de Tibériade, laquelle s'impose ultérieurement sur toutes.
À cette période, la tradition a cessé d'évoluer, et les Massorètes, en préparant leurs codex, suivent habituellement une école, bien qu'ils examinent les codex standards des autres écoles, et notent les différences.

#### Ben Asher et Ben Naphtali
Dans la première moitié du Xe siècle apr. J-C, Aaron ben Moshe ben Asher et Moshe ben Naphtali (plus souvent appelés Ben Asher et Ben Naphtali) sont les principaux Massorètes, basés tous deux à Tibériade. Chacun rédige un codex standard de la Bible représentatif de la tradition de leurs écoles. Les différences entre ces deux écoles rivales sont significatives, mais néanmoins mineures, portant davantage sur la vocalisation et les accents que les consonnes ; par ailleurs, Ben Asher et Ben Naphtali s'accordent quant à l'opposition à d'autres autorités massorétiques, comme Rabbi Pinḥas (supposé avoir vécu aux alentours de 750 EC par les chercheurs modernes) et Moshe Moheh.
Ben Asher est le dernier représentant d'une illustre famille de Massorètes, remontant au VIIIe siècle. Il pourrait, ou non, avoir épousé la cause des Karaïtes, un courant scripturaliste opposé au judaïsme basé sur la tradition rabbinique, également apparu au VIIIe siècle apr. J-C. Cependant, en dépit de la rivalité de Ben Naphtali et l'opposition de Saadia Gaon, le plus éminent représentant de l'école critique babylonienne, le codex de Ben Asher devient reconnu comme le texte standard de la Bible.
Toutefois, aucun texte imprimé, ni manuscrit conservé, n'est entièrement fondé sur Ben Asher : le codex d'Alep, annoté de sa main, a été en grande partie perdu ou détruit, bien que divers efforts, notamment de Mordechai Breuer et de l'université de Bar-Ilan aient été entrepris pour le reconstituer. Le codex de Léningrad, fondé sur des manuscrits corrigés par Ben Asher, est préservé dans son intégralité, mais Ben Asher ne l'a probablement jamais vu.
Si Ben Naphtali a probablement constitué un codex similaire, celui-ci s'est totalement perdu. 
Il a par ailleurs été suggéré que Ben Naphtali n'aurait jamais existé, et que ce nom, choisi d'après la Bible, où Asher et Naphtali sont les deux frères les plus jeunes de Zilpa et Bilha, servent à désigner toute tradition différente de celle de Ben Asher. Ceci est improbable, étant donné l'existence de listes d'endroits dans le Texte où Ben Asher et Ben Naphtali s'accordent entre eux pour rejeter d'autres autorités.

### Au Moyen Âge
Ben Asher et Ben Naphtali amènent pratiquement la massore à son terme. Les additions ultérieures réalisées aux XIIIe siècle et XIVe siècle par les successeurs des massorètes, les Naḳdanim (« Ponctuateurs »), sont peu nombreuses et, généralement écrites avec une encre moins dense et une plume plus fine ; elles portent généralement sur des voyelles et accents.
Une influence considérable sur le développement et la diffusion de la littérature massorétique est exercée au cours des XIe siècle, XIIe siècle et XIIe siècle par l'école franco-allemande des tossafistes et leurs prédécesseurs. Rabbenou Gershom, son frère Makhir, Joseph Tov Elem ben Samuel (Joseph Bonfils) de Limoges, Rabbenou Tam, Menahem ben Perez de Joigny, Perez ben Elijah de Corbeil, Juda de Paris, Meïr Spira, et Meïr de Rothenburg réalisent des compilations massorétiques, ou des additions sur le sujet. Elles sont toutes plus ou moins fréquemment citées dans les gloses marginales des codex bibliques et dans les travaux des grammairiens hébraïques contemporains et ultérieurs.

## Aux origines de la Massore

### Massore numérique
Dans l'antiquité classique, les copistes étaient payés au nombre de stiches (vers). Comme les livres en prose de la Bible n'avaient jamais été écrits en stiches, les copistes évaluaient le montant de leur travail selon le nombre de lettres, raison pour laquelle ils furent appelés Soferim (« ceux qui comptent ») selon les Sages du Talmud. C'est ainsi que se développe au cours du temps la « massore numérique, » qui compte et regroupe les divers éléments et phénomènes du Texte. Par exemple :
- le verset וישחט (vayish'hat, « il immola, » c'est-à-dire Lévitique 8:23) forme la moitié du nombre de versets du Pentateuque
- tous les Noms de Dieu mentionnés en rapport avec Abraham sont saints, à l'exception d'Adonay (Gen. 28:3)
- dix passages du Pentateuque sont ponctués
- il est écrit trois fois dans le Pentateuque לא alors qu'il faut lire לו (tous deux se prononcent lo, mais לא signifie « non, » tandis que לו signifie « [à] lui »).

Ces informations statistiques sont d'une importance particulière dans la vérification de la bonne transmission du Texte, avec la production de copies subséquentes faites à la main. Elles sont regroupées dans la massora parva.

### Massore exégétique
Le rapport étroit qui existait auparavant (depuis les Soferim jusqu'aux Amoraïm inclus) entre celui qui enseignait la tradition et celui qui enseignait la massore, ces deux fonctions étant souvent réunies chez une seule et même personne, rend compte de l'usage de la « Massora exégétique. »
Paradoxalement, ces exégèses massorétiques s'appuient parfois sur des versions textuelles différentes du texte massorétique actuel. Ces variations sont toutefois limitées à l'écriture pleine ou défective de certains mots, c'est-à-dire à décider si une mater lectionis (une consonne utilisée comme moyen de vocalisation, comme le vav, qui peut, selon les circonstances, se comporter comme une consonne, représentée par /v/, ou une voyelle, qui peut être /o/ ou /ʊ/) doit être ou non écrite dans un mot à un endroit donné du texte.

### Massore grammaticale[19]

Gen. 1:9 Et Dieu dit « Que les eaux se rassemblent ».
Les lettres sont en noir, les signes de vocalisation en rouge, signes de cantillation en bleu.

L'une des plus importantes innovations de la massore est l'invention puis l'introduction d'un système graphique de vocalisation et d'accentuation, constituant la « massore grammaticale, » car ayant contribué à l'apparition de la grammaire hébraïque.
En effet, les Massorètes, suivis des grammairiens de l'hébreu, doivent différencier entre plusieurs formes de mot trouvées dans le texte biblique, réunir les formes similaires en groupes, consigner les particularités du Texte, et élaborer des règles de prononciation et d'écriture.
Ce faisant, ils opèrent une distinction entre lettres à usage exclusivement consonantique et lettres pouvant tantôt servir de consonnes, et tantôt de voyelles. Les marques de vocalisation constituent l'héritage le plus important légué par les Massorètes aux grammairiens. Leurs travaux ne montrent cependant pas de trace de catégories grammaticales, ni d'examen des formes de langage en tant que telles ; le système de ponctuation massorétique répond davantage à une volonté de préserver le Texte dans ses moindres nuances de prononciation et d'orthographe, qu'à une intention d'investiguer le langage et ses lois. Quant au Diḳdouḳe ha-Ṭe'amim de Ben Asher, le plus éminent massorète de Tibériade, qui exposent des règles générales, particulièrement au sujet des consonnes et voyelles, ils démontrent déjà l'influence de la grammaire arabe.
Les opinions grammaticales de Ben Asher seront par ailleurs contestées par Saadia Gaon, généralement considéré comme le père de la grammaire hébraïque, qui se servira aussi de la grammaire arabe comme modèle pour ses théories.
La massore n'en pave pas moins la voie de la grammaire ; la vocalisation massorétique et l'invention des signes permettra aux grammairiens de déterminer les lois de phonétique et d'étymologie hébraïques. Ils la considèrent comme une fondation nécessaire, et une part constituante, de la grammaire, ce qui explique la préservation de son étude ; réciproquement, les « Naḳdanim (ponctuateurs), » successeurs des Massorètes, sont également des grammairiens.

## Constitution de la massore

### Les notes marginales
Des substitutions effectuées lors de la lecture publique de la Bible ont eu lieu dès l'Antiquité ; elles ont ensuite été retranscrites, en partie ou en totalité, dans des notes marginales, qui ne pouvaient figurer que dans des manuscrits privés. Frankel a démontré que ces lectures alternatives n'étaient pas inconnues de la Septante, et que celle-ci les a souvent adoptées.
Ces variantes ont des origines diverses :
- certaines représentent des variantes entre manuscrits anciens, et ont donc une valeur pour la critique textuelle[21] ;
- d'autres sont nées de la nécessité de remplacer des expressions erronées, difficiles, irrégulières, dialectales, improbables ou malsonnantes, par une lecture correcte, plus simple, plus appropriée, plus courante ou euphonique[22] ;
- une troisième classe pourrait avoir été introduite afin d'attirer l'attention sur une lecture homilétique ou ésotérique, supposée incluse dans le texte[23] ;
- une dernière classe, la plus tardive, est due à des variantes que l'on trouve dans la littérature talmudique[24]. Ces variantes sont de trois types :
  - des mots à lire (ḳeri) en lieu et place de ceux figurant dans le texte (ketiv),
  - des mots lus mais non écrits dans le texte (ḳeri vèlo ketiv),
  - des mots écrits mais non lus (ketiv vèlo ḳeri).

Une certaine école de Massorètes utilisait le mot sebirin au lieu de ḳeri. Les lectures de cette école ne sont cependant généralement pas acceptées dans la massore, qui indique en outre qu'elles induisent en erreur (« oumaṭ'in »).

### LesTiḳḳoune Soferim
Les sources tannaïtiques mentionnent plusieurs passages des Écritures pour lesquels il est inévitable de conclure que le texte actuel diffère de l'ancien. L'explication de ce phénomène est donné par l'expression kana hakatouv (« l'Écrit a utilisé un langage différent, » pour éviter l'anthropomorphisme et l'anthropopathisme). Rabbi Shimon ben Pazzi, un amora du IIIe siècle apr. J-C appelle ce phénomène « Tiḳḳoune Soferim, » amendement des scribes, car il les suppose dus aux Soferim eux-mêmes. Cette opinion fut adoptée dans les midrashim ultérieurs ; dans les ouvrages massorétiques, on les attribue :
- à Ezra
- à Ezra et Néhémie
- à Ezra et les Soferim
- à Ezra, Néhémie, Aggée et Baruch,

ce qui revient à les faire remonter, dans tous les cas, aux membres de la Grande Assemblée.
Ben Asher remarque que l'expression correcte n'aurait pas dû être kanah mais kinouï hasoferim, mais, selon des sources plus anciennes, ce serait plutôt kinouï haktouvim, un terme dont une variante ancienne a effectivement été préservée.
Le terme tiḳḳoun Soferim a été entendu par différents savants de diverses façons :
- Selon certains, il s'agit de corrections ou modifications apportées directement à la langue biblique, autorisées par les Soferim pour des raisons homilétiques ; c'est-à-dire que les Scribes interprétaient un euphémisme supposé, et que cette interprétation constitue le tiḳḳoun Soferim.
- Pour d'autres, c'est un changement mental fait par les rédacteurs originels des Écritures eux-mêmes ; c'est-à-dire que ceux-ci, tout en s'abstenant de coucher sur papier une considération que le lecteur serait en droit d'attendre.
- Au vu des diverses interprétations et du fait que ni les nombres, ni l'identité des passages corrigés par les Soferim n'est bien définie (la Mekhilta en compte 11, le Sifre 7, le Midrash Tanhouma 13, et la massore elle-même 15 ou 18), Senior Sachs[29] et Barnes[30], qui le reprend sans le nommer, parviennent à la conclusion que la tradition du tiḳḳoun Soferim relève du Midrash plutôt que de la massore ; si tiḳḳoun il y a, il se rapporte donc à l'exégèse, et non à la critique textuelle, à l'interprétation et non à la lecture. La tradition du tiḳḳoun est probablement connectée à la tradition qui attribue la rédaction de plusieurs livres de la Bible hébraïque aux hommes de la Grande Assemblée.

Il existe cependant des phénomènes dans le texte biblique pour lesquels l'on est amené à admettre qu'à certains moments au moins, certaines corrections textuelles furent réalisées. Ces corrections peuvent être classifiées de la sorte :
1. retrait d'expressions malséantes utilisées en référence à Dieu, par exemple ברך (« bénir ») est se substitue à קלל (« maudire ») dans certains passages.
2. substitution de « YHWH » par « Elohim, » en vue de limiter la prononciation du Tétragramme[31].
3. Retrait de l'application de noms de faux dieux à YHWH, comme le nom de « Ishbaal » qui devient Ishboshet.
4. substitution de certain noms, afin de préserver l'unité du culte divin à Jérusalem : par exemple, dans Isaïe 19:18, Ir HaHeres (la « ville du carnage »), qui devait à l'origine avoir été Ir HaHadas (la « ville du myrrhe ») ou Ir HaTzedeq (la « ville de justice »).

### Mikraet 'Ittour
Ces deux termes sont parmi les plus anciens utilisés pour décrire l'activité des Soferim Dans les académies gaoniques, le miḳra Soferim (« lecture des Scribes ») est compris comme le changement de vocalisation dans les mots que l'on fait lors d'une pause ou après un article (par exemple, eretz, « terre, » se dit he-aretz, « la terre ») ; le iṭṭour Soferim (« ornement des Scribes ») indique l'annulation dans certains passages du waw de conjonction, lequel induit un changement de temps (halakhti, « je suis allé, » devient we-halakhti, « et j'irai ») lorsque ceux-ci entraîneraient une lecture erronée.
Il a été objecté à cette explication que le mikra devrait être inclus dans la catégorie de fixation de la prononciation, tandis que le iṭṭour fait partie des qeré et ketiv. Diverses interprétations ont été proposées par des savants, anciens et modernes, sans apporter toutefois de solution satisfaisante.

### Constructions «non décidées»
Le texte massorétique comporte un certain nombre de mots (cinq selon le Talmud, huit selon les autorités ultérieures) qui n'ont pas de hekhra (prononciation fixée lors de la lecture traditionnelle) mais ont une hashaa (une prononciation suggérée).
Selon le Talmud, cette note massorétique indiquerait que les Soferim ne se sont pas prononcés sur la question de savoir si le mot appartenait à la clause suivante ou à la clause précédente.
Les chercheurs modernes rejettent cependant cette interprétation pour deux raisons :
- tout d'abord, l'accentuation permet de fixer la construction de ces mots d'une façon très définie. Quand bien même les préposés à l'accentuation auraient dédaigné de leur propre chef la tradition, ce qui est improbable, on ne peut concevoir la façon de réciter ces mots lors des lectures publiques afin d'indiquer que la prononciation de ce mot était douteuse : le lecteur aurait de lui-même rapporté la construction non-décidée au mot la précédant ou la suivant ;
- ensuite, certains de ces mots n'ont de sens que lorsqu'ils n'ont de sens que s'ils sont lus dans une clause donnée. Par conséquent, cette tradition se réfère là aussi à une exégèse et non à une critique textuelle. Il s'agirait d'un type de construction, dans lequel le mot est compris comme faisant immédiatement suite à lui-même. La tradition n'aurait pas décidé si ces mots devaient être lus tels quels, ou en relation avec le mot suivant.

### Lettres suspendues
Quatre mots figurent dans le texte massorétique avec des lettres suspendues au-dessus de la ligne. Si l'on sait que l'un d'eux, מנשה (Juges 18:30), est dû à une correction de l'original par respect pour Moïse (משה), afin de ne pas rappeler que certains de ses descendants se livrèrent à l'idolâtrie, l'origine des trois autres (Psaumes 80:14; Job 38:13 & 15) est incertaine. Selon certains, il s'agirait de lettres erronément prises pour des majuscules ; selon d'autres, il s'agit d'insertions tardives de consonnes faibles, originellement omises.

### Mots ponctués
Dans quinze passages de la Bible, par exemple Psaumes 27:13, certains mots sont marqués par des points situés au-dessus ou en dessous des lettres (dans certains manuscrits, ces points sont remplacés par des traits horizontaux ou verticaux), dont la signification est disputée :
- pour certains, il s'agit originellement de marques d'effacement ;
- pour d'autres, il s'agit de mots manquants dans certains manuscrits, dont la lecture est donc douteuse ;
- pour d'autres encore, ces points sont un moyen mnémotechnique afin d'indiquer une lecture homilétique que les anciennes autorités avaient reliée à ces mots ;
- enfin, ces points pourraient avoir été utilisés pour mettre en garde les copistes contre l'omission d'éléments textuels qui pourraient, à première vue ou après comparaison avec des passages parallèles, paraître superflus.

Les deux premières hypothèses ne sont pas acceptables, car de telles lectures défectueuses feraient partie du qeré et ketiv, lesquels sont, en cas de doute, fixés selon la version de la majorité des manuscrits.

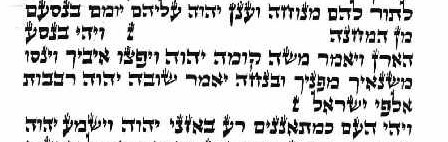
Le paragraphe vayehi binsoa haaron de la parashat Behaalotekha, encadré par deux noun inversés

En revanche, les deux dernières théories ont une probabilité égale.

### Lettres inversées
En neuf endroits de la Bible, des signes particuliers, appelés noun hafoukha (« noun inversé ») du fait de leur ressemblance avec la lettre noun (d'autres voient plutôt une ressemblance avec la lettre resh ou avec la lettre kaf).
Selon S. Krauss, ces signes étaient à l'origine l'équivalent d'obèles, et sont importants pour la critique textuelle. Ils s'appellent selon lui shipoud (corne de bélier), lequel shipoud serait l'équivalent du paragraphos (παράγραφος), qui avait également un tel signe et servait dans le même but.

## Massore au Targum Onḳelos
Imitant la massore de la Bible hébraïque, un travail similaire a été réalisé pour le Targum Onḳelos, la traduction (et paraphrase) araméenne classique du Pentateuque. Il a d'abord été édité par A. Berliner (Leipzig, 1877), puis par S. Landauer (Amsterdam, 1896).
Selon Berliner, la massore au Targum Onḳelos aurait été compilée vers la fin du IXe siècle, ou au début du Xe siècle apr. J-C.

## Critique textuelle
La critique textuelle de la Massora consiste surtout en une comparaison des diverses versions et notes disponibles. Elle nécessite donc de collecter des manuscrits et de consigner leurs différences.
Les Massorètes inaugurent le domaine, en notant à côté de la version jugée correcte par leur école, celle des autres. Dans la plupart des manuscrits, il existe des discordances entre le texte et la massora, ce qui tend à indiquer que les notes ont été copiées d'autres sources, ou que l'une d'elles n'est pas sans erreurs. C'est, entre autres, l'absence de telles discordances dans le codex d'Alep qui en fait un document si important ; le scribe qui a recopié ces notes (dont on présume qu'il s'agit de Ben Asher)  avait probablement écrit les notes originales.
Au XIIIe siècle, le rabbin Meïr ben Todros Ha-Lévi Aboulafia écrit le Sefer Massoret Seyag la-Torah. Une édition ne sera cependant pas disponible avant 1750, à Florence.
Au XVIe siècle Jacob ben Hayim ibn Adoniya, systématise le matériel qu'il a collecté, et arrange la Massora dans la seconde édition Bomberg de la Bible rabbinique (Venise, 1524-25). Il y introduit la Massora en marge, et compile en fin d'ouvrage une concordance des notes massorétiques qu'il n'a pas pu insérer. Il s'agit du premier traité sur la Massora jamais produit. Bien que rempli d'erreurs, ce texte fut généralement reconnu comme le textus receptus de la Massora (Würthwein 1995:39), et utilisé pour la traduction anglaise de l'Ancien Testament dans la Bible du roi Jacques. 
Élie Lévita fait ensuite grandement progresser l'étude critique de la Massora avec son Massoret ha-Massoret en 1538. Le Tiberias de son aîné Johannes Buxtorf rend ses recherches accessibles aux chrétiens, inspirant notamment Walton, auteur de la Bible Polyglotte. Il compile aussi une vaste concordance massorétique, le Sefer HaZikronot, conservé à la Bibliothèque nationale de Paris ; ce livre n'a jamais été publié.
Au XVIIe siècle, Menahem di Lonzano compose un traité sur la massora du Pentateuque, intitulée Or Torah, dont s'inspire Yedidia Nortzi (ainsi que du livre de Meïr Aboulafia) pour composer son Minḥat Shai. Ce livre, basé sur une étude scrupuleuse des manuscrits, contient des notes massorétiques intéressantes.
Au XIXe siècle, de nombreux adeptes de la science du judaïsme se penchent sur la question, parmi lesquels A. Geiger, S. D. Luzzatto, S. Pinsker, S. Frensdorff, H. Graetz, J. Derenbourg, I. H. Weiss, W. Bacher, etc. Par ailleurs, la connaissance sur la Massora progresse grâce à des hébraïsants chrétiens, dont Franz Delitzsch, L. H. Strack, Ad. Merx, et P. Kahle. Le plus notable est Christian David Ginsburg, Juif de naissance, qui parvient à compiler l'ensemble des notes massorétiques existantes dans le monde. Malgré sa conversion volontaire au christianisme, son édition de la Massora est considérée comme la meilleure référence en la matière, y compris dans les milieux juifs.

## Source
Cet article contient des extraits   et l'article « Scribes » par I. Singer, M. Seligsohn, W. Bacher & J.D. Eisenstein de la Jewish Encyclopedia de 1901–1906 dont le contenu se trouve dans le domaine public.